# Johann Nicolaus Pele
Johann Nicolaus Pele (* um 1725 in Groß Trebbow (Mecklenburg); † 29. November 1790 in Gadebusch) war ein deutscher Hochschullehrer.

## Leben und Wirken
Johann Nicolaus Pele wurde um 1725 geboren als Sohn des Groß Trebbower Pastors Ulrich Matthias Pele (1689–1743), der seit 1723 verheiratet war mit Margarethe Eleonore Christine Frieling (1705–1733). Er studierte ab April 1745 an der Universität Rostock, war ab 1747 Respondent und wurde 1750 mit der Arbeit „De Concvrsv Adscendentivm Et Collateralivm, In Svccessione Fevdali“ zum Dr. iur. promoviert. 1751 wurde er an der Juristischen Fakultät zum herzoglichen Professor der Rechte/Codex berufen und zum Mitglied im herzoglichen Konsistorium ernannt. Unter dem Herzog Friedrich (Mecklenburg) war Pele im Sommersemester 1752 Prorektor der Universität.
Johann Nicolaus Pele war verlobt mit Wendula Katharina Schmidt, der ältesten Tochter des Regierungsrats Johann Peter Schmidt, soll aber ca. 1756 seinen Verstand verloren haben. Ab 1754 war er nicht mehr in den Vorlesungsverzeichnissen aufgeführt und wurde 1756 wegen Geisteskrankheit seines Amtes enthoben. Er lebte danach in Ribnitz und zuletzt in Gadebusch.